# PFC
A polifluoroalkilok vagy perfluor-karbonok (PFC) üvegházhatású gázok, melyek a globális felmelegedést gyorsítják. A PFC-k mesterséges anyagok. Alkalmazzák őket az élelmiszerek csomagolóanyagában, a textilekben, a huzatokban, és a rovarirtó szerekben.
A Johns Hopkins Egyetem Bloomberg Közegészségügyi Iskolájában méréseket végeztek a PFC-k káros hatásával kapcsolatban. Kutatások szerint daganatokat és fejlődési rendellenességet okozhatnak. Az emberi magzatok már az anyaméhben is ki vannak téve a perfluorooktán szulfát (PFOS) és a perfluorooktanát (PFOA) veszélyének.
| Gáz                  | Képlet | GWPa[forrás?] |
| -------------------- | ------ | ------------- |
| Tetrafluormetán      | CF4    | 5700          |
| perfluor-metán       | CF4    | 6500          |
| Hexafluoretán        | C2F6   | 11900         |
| perfluor-etán        | C2F6   | 9200          |
| Hexafluorpropán      | C3F8   | 8600          |
| Perfluor-bután       | C4F10  | 8600          |
| Perfluor-pentán      | C5F12  | 8900          |
| Perfluor-hexán       | C6F14  | 9000          |
| Oktafluor-ciklobután | c-C4F8 | 10000         |